# 브래드 버드
필립 브래들리 버드(Philip Bradley Bird, 1957년 9월 24일 ~ )는 아카데미상을 받은 적이 있는 미국의 애니메이션 제작자로, 픽사의 인크레더블 (2004)과 워너브라더즈의 아이언 자이언트 (1999)의 감독으로 잘 알려져 있다.
버드는 11세 때 그의 최초의 애니메이션을 만들기 시작해 13세에 완성했다. 이 작품을 계기로 14세에 월트 디즈니 스튜디오의 밀트 칼에게 멘토링을 받았다. 버드는 캘리포니아 인스티튜트 오브 디 아츠를 진학하여 그곳에서 나중에 픽사의 공동 창립자가 되는 존 래스터와 친분을 쌓았다. 대학을 졸업하고 나서 버드는 디즈니에 입사하지만 토드와 코퍼(1981, The Fox and the Hound) 제작에 잠깐 참여한 뒤에 회사를 떠났다. 1989년에 클래스키 키츠포에 입사해서 1분짜리 단편이었던 심슨 가족을 30분짜리로 만드는 데에 기여했다. 그는 계속해서 텔레비전으로 방영된 애니메이션 시리즈 크리틱과 킹 오브 더 힐 제작에 참가하다가 워너브라더스의 애니메이션 아이언 자이언트의 감독을 맡게 되었다. 이 영화는 많은 호평을 받았지만 흥행에는 성공하지 못했다. 버드는 그의 친구 존 래스터가 경영하는 픽사와 계약을 맺어 인크레더블의 감독을 맡았다.
2005년에는 그가 감독한 애니메이션 인크레더블로 아카데미 애니메이션 상을 받았고 각본상 후보에 올랐다.

## 영화 제작 참여

### 상임고문(excutive consultant)
- 킹 오브 더 힐 (1997)
- 크리틱 (1994~1995)
- 심슨 가족 (1989~1998)

### 애니메이터
- The Plague Dogs (1982)
- 토드와 코퍼 (1981) (포함되지 않음)
- Animalympics (1980)

### 감독
- 인크레더블 2 (2018)
- 미션 임파서블 4 (2011)
- 라따뚜이 (2007)
- 인크레더블 (2004)
- 아이언 자이언트 (1999)

### 각본
- 인크레더블 2 (2018)
- 라따뚜이 (2007)
- 인크레더블 (2004)
- 아이언 자이언트 (1999)

## 같이 보기
- 시네마스코어